# 이용식 (1960년)
이용식(李庸埴, 1960년 9월 20일 ~ )는 대한민국의 제5·7대 경상남도 양산시의원이다.

## 학력
- 1967.03 ~ 1973.02 양산국민학교 졸업
- 1973.03 ~ 1976.02 양산중학교 졸업
- 1976.03 ~ 1979.02 울산공업고등학교 졸업
- 영산대학교 졸업
- 부산대학교 경영대학원 졸업

## 경력
- (사)양산시 자원봉사단체협의회 회장
- 중앙동 문화체육회 회장
- (사)한국BBS 경남연맹 양산시지회 지회장
- 부산대 경영대학원 총동창회 수석부회장
- 양산시 생활체육회 상임이사
- 양산시 육상경기연맹 회장
- 민주평화통일정책 자문위원
- 양산시 규제개혁위원회 위원
- 양산시 선거관리위원회 위원
- (사)양산시 상공업연합회 회장
- 향리자원봉사회 회장
- 양산시 육공회 회장
- 양산시 청년회의소(JC) 회장
- 부산대학교 양산캠퍼스 유치위원회 사무국장
- 한나라당 중앙위원회 정보과학분과 부위원장
- 국제프린테크 대표
- 영산대학교 겸임교수
- 중앙동 주민자치위원장
- 삼성동 신기초등학교 운영위원장
- 새누리당 경남도당 부위원장
- 새누리당 중앙위원회 양산시 지회장
- 2013.04 ~ 2014.06 제5대 경상남도 양산시의회 의원
- 2013.04 ~ 2014.06 제5대 경상남도 양산시의회 후반기 산업건설위원회 위원
- 2013.04 ~ 2014.06 제5대 경상남도 양산시의회 후반기 예산결산특별위원회 위원
- 2013.09 ~ 2013.12 제5대 경상남도 양산시의회 예산결산 및 공유재산관리계획심사등특별위원회 간사
- (사)한국BBS 경남연맹 부회장
- 양산시 생활체육회 부회장
- 2018.07 ~ 2022.06 제7대 경상남도 양산시의회 의원
- 2018.07 ~ 2018.07 제7대 경상남도 양산시의회 업무보고청취특별위원회 위원
- 2018.07 ~ 2020.07 제7대 경상남도 양산시의회 전반기 도시건설위원회 위원
- 2018.09 ~ 2018.12 제7대 경상남도 양산시의회 예산결산 및 공유재산관리계획심사특별위원회 위원
- 2019.03 ~ 2019.12 제7대 경상남도 양산시의회 예산결산 및 공유재산관리계획심사특별위원회 위원
- 2020.06 ~ 2020.09 제7대 경상남도 양산시의회 예산결산 및 공유재산관리계획심사특별위원회 위원
- 2020.06 ~ 2020.09 제7대 경상남도 양산시의회 예산결산 및 공유재산관리계획심사특별위원회 위원
- 2020.07 ~ 2022.06 제7대 경상남도 양산시의회 후반기 기획행정위원회 위원
- 2020.11 ~ 2020.12 제7대 경상남도 양산시의회 예산결산 및 업무보고청취등특별위원회 위원
- 2021.03 ~ 2021.03 제7대 경상남도 양산시의회 예산결산 및 공유재산관리계획심사특별위원회 위원
- 2021.06 ~ 2022.06 제7대 경상남도 양산시의회 공유재산관리계획 및 결산승인특별위원회 위원

## 역대 선거 결과
|  | 16.13% |

|  | 46.03% |

|  | 20.03% |

|  | 37.17% |